# Joan Voltes
Joan Voltes (Alforja 1433 - ?) va ser un pintor que entre els anys 1453-1459 va ser un aprenent al taller de Jaume Huguet, aquest li pagava un sou que va començant sent de 6 florins l'any i va augmentar a 12 florins.
El 1453 el seu pare, anomenat Guillem, segons una escriptura atorgada davant el mossèn de Riudoms, va firmar amb el mestre Jaume Huguet el seu contracte d'aprenentatge, pel que l'obligava a servir sis anys al taller del pintor. El 1455, quan tenia 19 anys complerts, va renovar el contracte per quatre anys més.